# Communauté afro-caribéenne du Royaume-Uni

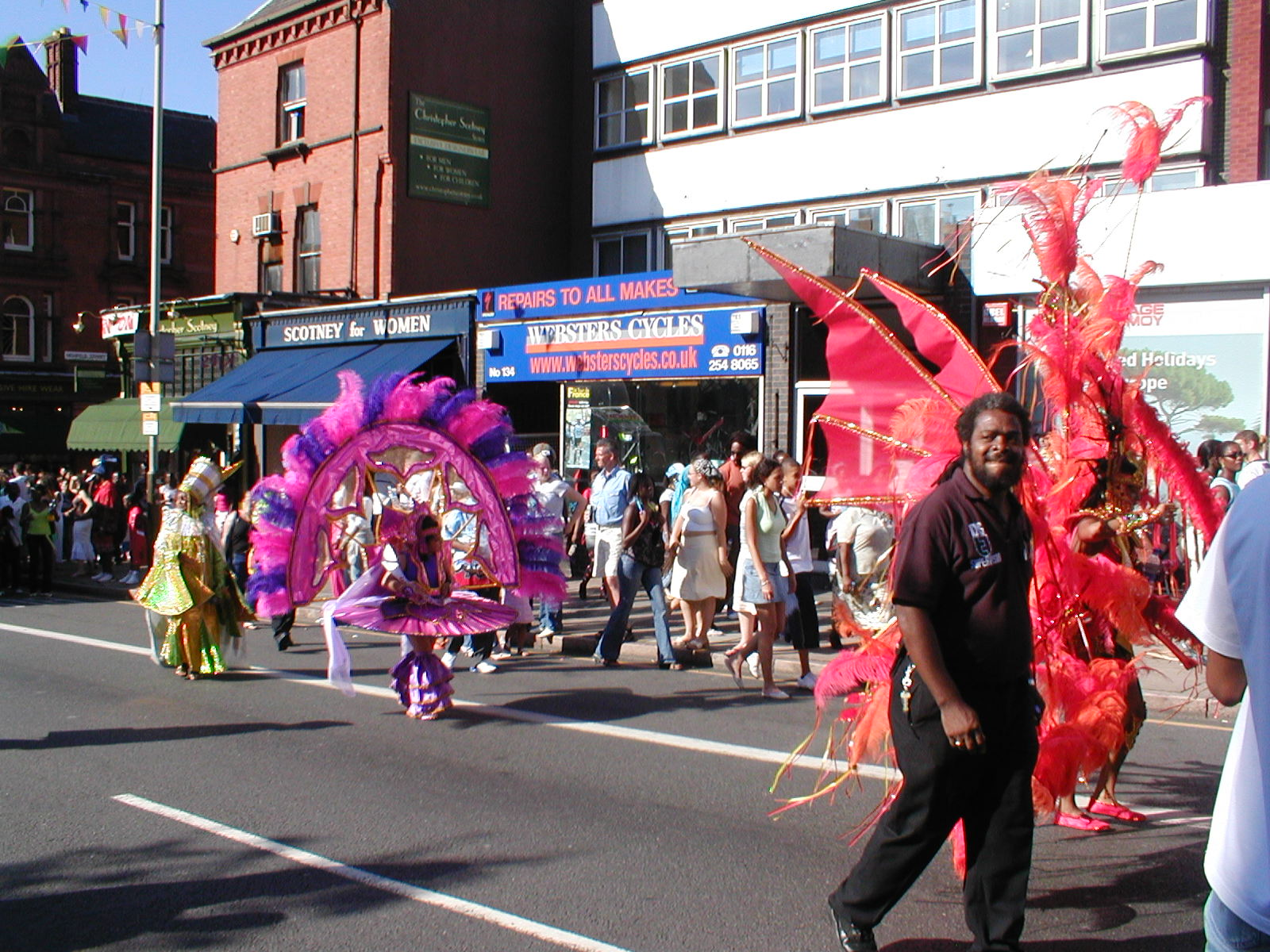
Carnaval caribéen de Leicester, au Royaume-Uni.

La communauté afro-caribéenne du Royaume-Uni désigne la population noire britannique originaire des Antilles britanniques, qui était elle-même descendante des personnes amenées d'Afrique aux Amériques en tant qu’esclaves entre les XVIe et XIXe siècles.
Du fait de la montée dans les années 1990 de l'immigration au Royaume-Uni en provenance des pays d'Afrique, on emploie aussi cette appellation pour désigner les citoyens britanniques d'origine africaine, si bien que le terme regroupe aujourd'hui à la fois les notions d'origine africaine et caribéenne. L'utilisation la plus courante de ce terme se rapporte à tout groupe de personnes résidant sur le sol britannique et adoptant les us, traditions et coutumes de la culture caribéenne.
La grande majorité de la population afro-caribéenne britannique est d'origine jamaïquaine et trinidadienne. Cependant, les Afro-Caribéens sont originaires d'une multitude d'autres États, dont Saint-Christophe-et-Niévès, la Barbade, Sainte-Lucie, la Grenade, Montserrat, la Dominique, Anguilla, Antigua-et-Barbuda, Saint-Vincent-et-les-Grenadines et le Guyana, tous situés en Amérique, ayant une culture caribéenne et considérés historiquement comme faisant partie des colonies britanniques de cette partie du globe. Un certain nombre de ces entités sont des territoires britanniques d'outre-mer, dont les ressortissants sont donc « citoyen d'un territoire britannique d'outre-mer » (British Overseas Territories citizen (en) ou BOTC) et donc dotés de plein droit de la citoyenneté britannique depuis le British Overseas Territories Act de 2002.
La communauté est dispersée dans tout le Royaume-Uni, même si elle est principalement et massivement concentrée à Londres, Birmingham et dans les Midlands de l'Ouest. Des communautés afro-américaines importantes existent également dans d'autres villes urbaines, notamment à Manchester, Nottingham, Leicester, Bristol, Leeds, Sheffield, Liverpool et Cardiff. Dans ces villes, la communauté est traditionnellement associée à un quartier ou une zone particulière, comme Chapeltown à Leeds ou St. Pauls à Bristol.

## Histoire
Les Afro-Caribéens sont à l'origine des descendants de peuples d'Afrique de l'Ouest, capturés ou achetés à des propriétaires d'esclaves africains. Les Africains était alors déportés à bord de navires vers les colonies anglaises, françaises, néerlandaises, danoises, espagnoles ou portugaises. À leur arrivée, la majorité des Africains étaient condamnés aux travaux forcés dans les vastes plantations de canne à sucre, caractéristiques des pays caribéens, au bénéfice des puissances coloniales.
L'émigration caribéenne vers la Grande-Bretagne était un phénomène de peu d'ampleur avant la Seconde Guerre mondiale, et rares sont les cas ayant vécu cette expérience. Au XVIIIe siècle et au début du XIXe siècle, toutefois, il est assez courant que de riches propriétaires de plantations dans les Caraïbes ayant des enfants avec une esclave noire, ou avec une esclave noire affranchie, envoient ceux-ci en Grande-Bretagne recevoir une éducation de gentleman - le plus célèbre de ces enfants métis étant Nathaniel Wells (en), qui devient le riche propriétaire d'un manoir dans le Monmouthshire. John Stewart et Peter McLagan, tous deux fils d'un père britannique propriétaire de plantations dans les Caraïbes et d'une mère afro-caribéenne, ainsi que Henry Redhead Yorke, fils d'un métis antillais, sont chacun élu député de circonscriptions de Grande-Bretagne à la Chambre des communes au XIXe siècle,,.
On possède des informations sur l'existence de petites communautés noires dans les ports de Cardiff, Liverpool et South Shields, au milieu du XIXe siècle. Ces communautés étaient composées d'esclaves libres à la suite de l'abolition de l'esclavage. Ces immigrés de la première heure étaient principalement employés en tant que domestique ou cocher, avec cependant une présence de plus en plus forte de Caribéens dans l'armée britannique, si bien que la présence de Caribéens dans l'industrie militaire s'élevait à 15 000 hommes à l'aube de la Première Guerre mondiale.
Après la Seconde Guerre mondiale, nombre d'Afro-Caribéens immigrèrent en Amérique du Nord et en Europe, précisément aux États-Unis, au Canada, en Grande-Bretagne et aux Pays-Bas. À la suite des conséquences des nombreuses pertes humaines britanniques lors de la guerre, le gouvernement encouragea alors l'immigration massive des résidents des pays de l'Empire britannique et du Commonwealth afin de pallier la pénurie de main-d'œuvre. Le British Nationality Act de 1948 donna la citoyenneté britannique à toutes les personnes résidantes dans les pays du Commonwealth, ainsi que les droits d'entrée, de sortie et de résidence sur le sol britannique. De nombreux résidents des colonies britanniques furent attirés par les nouvelles perspectives que leur offrait ce qu'ils désignaient sous le nom de « métropole ».

### La «génération Windrush»
Le navire Empire Windrush achemina le 22 juin 1948 à Tilbury, situé vers la ville de Londres, un premier groupe de 492 immigrants. Le Windrush effectuait l'itinéraire Australie-Angleterre par l'océan Atlantique, en faisant escale à Kingston en Jamaïque et à Port of Spain à Trinité-et-Tobago. Une annonce parut dans un journal jamaïcain offrant le transport à un prix dérisoire pour toute personne désireuse d'émigrer et de travailler au Royaume-Uni. Les nouveaux arrivants étaient temporairement hébergés dans les abris anti-aériens de Clapham South, dans le sud-ouest de Londres, à moins de deux kilomètres de la route de Coldharbour Lane à Brixton.

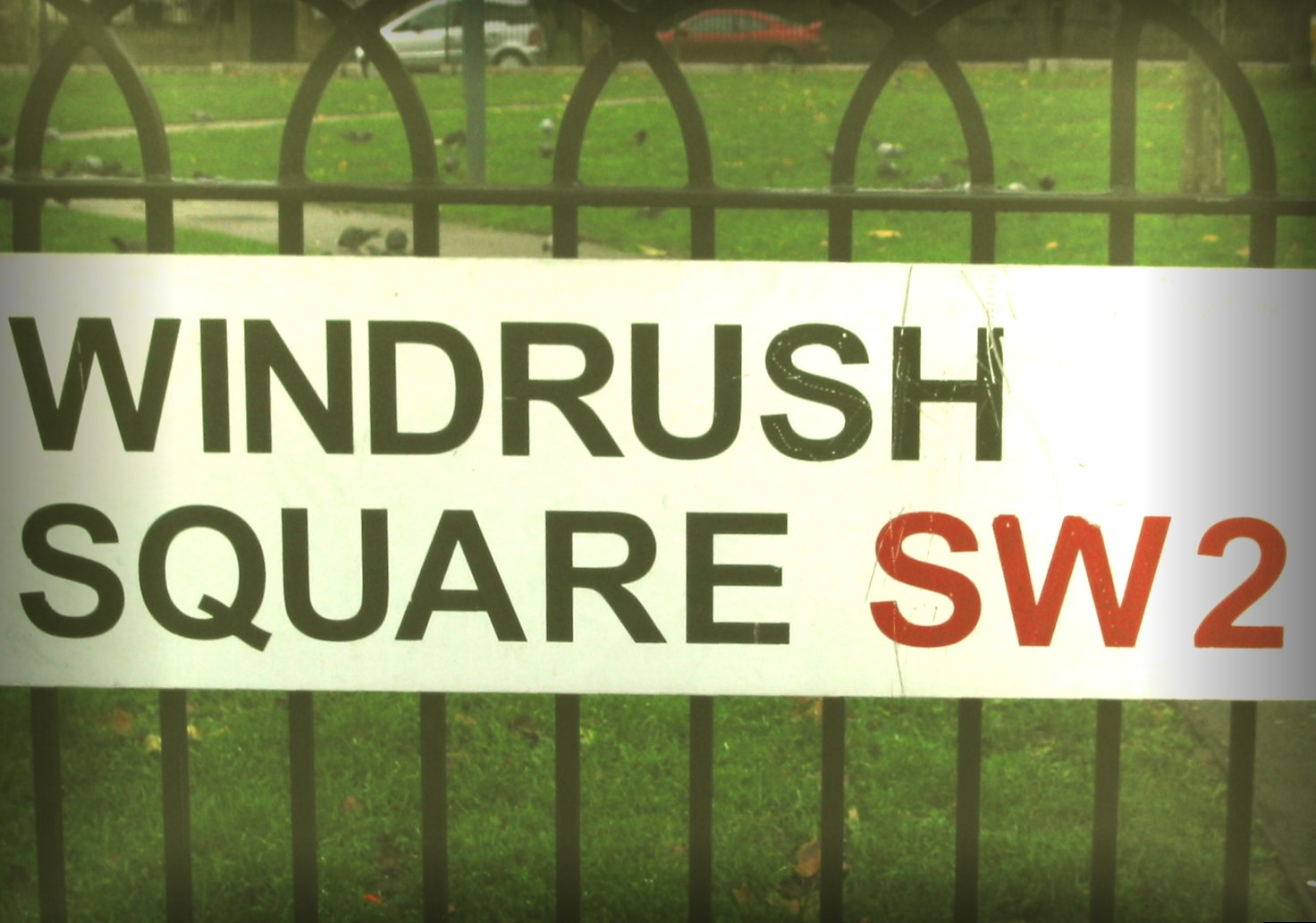
En 1998, un jardin public à Brixton fut rebaptisé Windrush Square pour marquer le cinquantième anniversaire de l'arrivée des Afro-Caribéens au Royaume-Uni.

Même si nombre d'entre eux n'avaient prévu de rester en Grande-Bretagne que quelques années, et bien que certains d'entre eux s'en retournèrent aux Caraïbes rejoindre la RAF, la plupart avaient envisagé de s'installer définitivement. L'arrivée de ces immigrants constitua une étape importante dans l'histoire de la Grande-Bretagne contemporaine et les images de ces immigrés noirs prises à la descente des bateaux symbolisent les débuts de la société multiculturelle britannique,.
Il y avait dans le Royaume-Uni d'après-guerre un énorme besoin de main d'œuvre et des entreprises comme le British Rail, le National Health Service ou les sociétés de transport public recrutaient presque exclusivement de la Jamaïque et de l'île de Barbade. Même si le gouvernement, au travers de campagne d'immigration, encourageait la venue d'afro-caribéens sur le sol britannique, ceux nouvellement arrivés devaient subir une discrimination et un fort racisme de la part de certaines parties de la société britannique. Ce rejet marquera profondément et longuement la communauté afro-caribéenne, et ses rapports avec la société tout entière. Les immigrés afro-caribéens de la première heure trouvaient du travail dans le privé, mais le logement leur était refusé à cause de leur couleur de peau. La pénurie de logement d'après-guerre amena à l'apparition de premiers conflits entre les Afro-Caribéens et la population britannique blanche. Les conflits continuèrent et s'amplifièrent durant les années 1950, et des émeutes éclatèrent dans des villes comme Londres, Birmingham ou Nottingham. En 1958, des attaques envers la communauté afro-caribéenne par de jeunes blancs dans le quartier de Notting Hill à Londres amena à la création du carnaval de Notting Hill en 1959,institué par la forte présence de Caribéens originaires de Trinidad-et-Tobago qui se voulait une réponse positive de la communauté afro-caribéenne. En 1962, le gouvernement britannique adopta le Commonwealth Immigrants Act, un décret limitant l'entrée d'immigrés sur le sol britannique, et jusqu'en 1972, seuls les détenteurs d'un permis de travail, ou les personnes ayant des parents ou grands-parents d'origine britanniques avaient le droit de rentrer en Grande-Bretagne, ce qui endigua de manière efficace l'immigration en provenance des Antilles britanniques. En dépit de ces mesures, une génération entière de Britanniques aux origines afro-caribéennes s'était constituée, insérée dans la société britannique à tous les niveaux. Le nombre de britanniques nés dans les Antilles britanniques est passé de 15 000 en 1950 à 172 000 en 1961, puis à 304 000 en 1981. Le nombre total de Britanniques aux origines afro-caribéennes depuis 1981 se situe entre 500 et 550 000, selon les sources officielles utilisées.

## Problèmes sociaux et politiques
Historiquement, les centres communautaires ont cherché à résoudre les problèmes qui se posent au sein de la communauté, notamment les problèmes de harcèlement policier et les préoccupations concernant le logement des Afro-Caribéens. L'un de ces centres communautaires était la Gloucestershire West Indian Association, qui a été créée en 1962. DE tels centres ont aidé les Afro-Caribéens à se socialiser sans risquer la discrimination raciale potentielle. Ils ont nommé un agent des relations communautaires dont le rôle était d'assurer la liaison entre la communauté et la société britannique au sens large, y compris l'establishment.
Les British Black Panthers, mouvement antiraciste fondé en 1968, dont les membres sont principalement des immigrés afro-caribéens et sud-asiatiques du Royaume-Uni, se sont inspirés des Black Panthers américains dans leur lutte contre les discriminations. Ils ont contribué à sensibiliser l'opinion au sujet du problème largement méconnu et sous-estimé du «racisme institutionnel» au Royaume-Uni, et ont mené de nombreuses actions pour un meilleur accès au logement, à l'éducation, à la santé, à l'aide juridique, à l'emploi et contre la brutalité policière, entre 1969 à 1973.
Bien que la communauté ne soit confrontée à aucune restriction officielle ou informelle concernant sa participation à la vie politique, les Britanniques d'origine caribéenne sont sous-représentés dans la politique locale et nationale. Il existe également des preuves considérables que les Afro-Caribéens subissent un traitement différent de la part des fonctionnaires, des tribunaux et du système pénal britanniques et de la police. Des études suggèrent que l'indifférence à l'égard de certaines zones urbaines régionales de la part d'institutions financières telles que les courtiers d'assurance affecte de manière disproportionnée la communauté à son détriment.
Le système scolaire britannique, malgré les efforts déployés pour résoudre les problèmes de discrimination, a souvent été accusé d'avoir des préjugés raciaux en raison d'une sous-représentation de l'histoire et de la culture des Noirs dans les programmes. Dans une étude menée par la professeure spécialiste des langues et de l'éducation Viv Edwards,La question de la langue antillaise dans les écoles britanniques, la langue — le créole parlé par les élèves — a été désignée comme un facteur important désavantageant les enfants caribéens dans les écoles britanniques. L'étude cite les attitudes négatives des enseignants envers toute variété non standard, notant que : « L'enseignant qui ne reconnaît pas ou n'est pas prêt à reconnaître les problèmes de l'enfant de langue créole dans une situation d'anglais britannique ne peut que conclure qu'il est stupide lorsqu'il donne soit une réponse inappropriée, soit aucune réponse du tout. Des stéréotypes stigmatisent le créole souvent asscoié à de faibles capacités académiques. ».

## Culture afro-caribéenne au Royaume-Uni

### Carnavals
Les communautés afro-caribéennes organisent et participent annuellement à des carnavals à travers tout le Royaume-Uni. Le plus célèbre d'entre eux est le carnaval de Notting Hill, devenu aujourd'hui un évènement multi-culturel attirant jusqu'à 1,5 million de britanniques et étrangers du Monde entier, et constituant le plus grand festival de rue d'Europe. La première édition de ce carnaval eut lieu en 1964, et n'était alors qu'un simple défilé de trinidadiens en mémoire des festivals de leur pays d'origine. D'autres carnavals afro-caribéens ont lieu au Royaume-Uni, notamment le Leicester Caribbean Carnival, le Leeds West Indian Carnival et le Birmingham International Carnival.

### Gastronomie

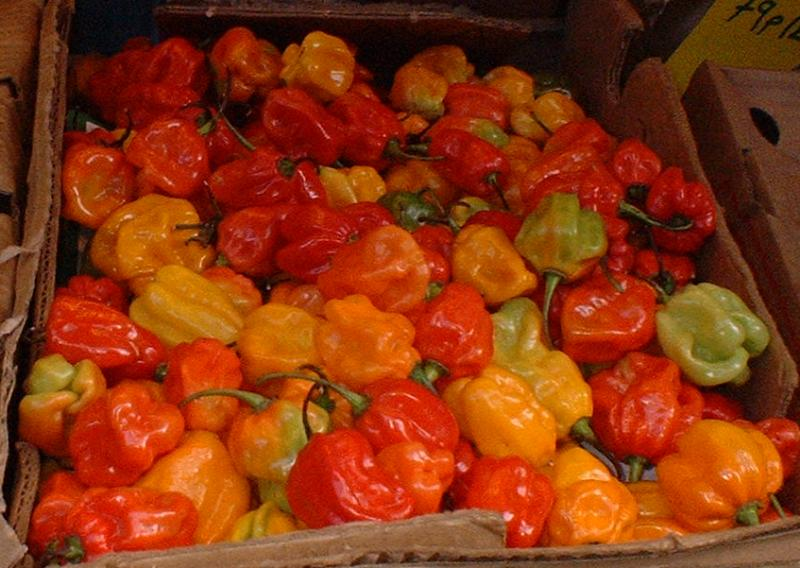
Piments lampions importés des Caraïbes et vendus sur le marché londonien de Brixton.

Les premiers immigrés d'après-guerre en provenance des Caraïbes se trouvèrent dans une situation nouvelle et atypique situation quant à la nourriture, au regard de sa disponibilité au Royaume-Uni. Durant les années suivantes, à mesure que la communauté se développa et que les importations de nourriture devinrent plus faciles et accessibles, des épiceries spécialisées dans la vente de produits caribéens commencèrent à ouvrir dans les grandes rues des villes britanniques. On trouve actuellement des restaurants caribéens dans la plupart des villes où une communauté existe, ceux-ci proposant les plats traditionnels de la cuisine caribéenne, tels que le poulet et mouton au curry, les boulettes, les akis et poissons salés, les bananes flambées, les dumplins, les rhôti et autres buss-up shuts fourrés au curry, de même que les fameux patties. Au niveau des alcools on peut aussi noter la présence de rums comme Cokspur, Appleton ou bien Angostura.

### Religion
L'afflux d'afro-caribéens au Royaume-Uni s'est accompagné de l'arrivée de pratiques religieuses proche de la tradition religieuse nord-américaine. En Grande-Bretagne, de nombreux afro-caribéens adhèrent à des mouvances protestantes évangéliques non conformistes, au sein de courants tels que le Pentecôtisme ou l'Église adventiste du septième jour. Ils ont également, en de nombreux endroits en Angleterre, soutenus des églises nouvelles, qui ont souvent pris au fur et à mesure de leur développement une fonction de relais et de centre social pour la communauté. Le déroulement du culte dans certaines de ces églises s'apparente plus aux pratiques afro-américaines qu'à la liturgie anglicane ou catholique anglaise traditionnelle. La musique Gospel a également joué un rôle majeur dans la vie culturelle britannique. Les Afro-Caribéens ont souvent été des acteurs de premier plan dans l'émergence des chœurs britanniques de Gospel, le plus célèbre d’entre eux étant le London Community Gospel Choir.
Certains afro-caribéens continuent le culte de croyances religieuses telles que le rastafarisme, qui est originaire et s'est développé en Jamaïque. Les croyances rastafariennes, les symboles associés au mouvement rastafari tels que les dreadlocks et la ganja, « l'herbe de la sagesse », ont largement dépassé les frontières de la communauté et furent adoptés par de nombreux jeunes britanniques blancs ainsi que par d'autres groupes ethniques.

### Langues et dialectes
L'anglais était la langue officielle des Antilles britanniques, si bien que les immigrés afro-caribéens nouvellement arrivés au Royaume-Uni rencontraient moins de difficultés de communication que les immigrants d'autres contrées. Malgré cela, les britanniques étaient généralement ignorants des dialectes caribéens, créoles ou patois parlés par les Afro-Caribéens, et ceci était particulièrement problématique dans l'éducation. Dans une étude menée par la spécialiste du langage et de l'éducation Viv Edwards, The West Indian language issue in British schools, le langage - le créole parlé par les élèves - constituait à lui seul un facteur important de désavantage des élèves caribéens dans les écoles britanniques. L'étude mentionne le cas de réactions négatives de la part de professeurs en réaction à des usages de la langue non standards.
Au cours du processus d'intégration des Afro-Caribéens dans la société britannique, ceux nés sur le sol anglais ont instinctivement adopté et développé un dialecte hybride entre langue caribéenne et variantes régionales de la langue britannique. Une étude de l'Université de Lancaster a mis en évidence l'apparition dans certaines régions de Grande-Bretagne d'un accent distinct empreint de sonorité créoles jamaïcaine. Ce phénomène, péjorativement désigné sous le nom de « Jafaican » et signifiant littéralement « faux jamaïcain », est parodié par le comédien Sacha Baron Cohen à travers son personnage Ali G.

### Littérature

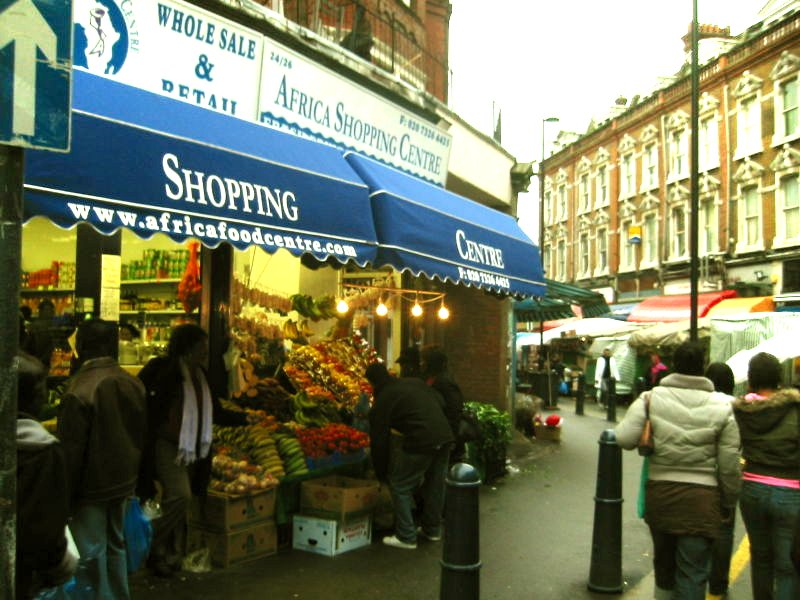
Un magasin de Electric Avenue, à Brixton. En 1999, une bombe artisanale explosa dans la rue. L'auteur de l'attentat, un néo-nazi dénommé David Copeland, déclara qu'il avait délibérément visé la communauté afro-caribéenne locale.

Le poète jamaïcain James Berry fut l'un des premiers écrivains natifs des Caraïbes à fouler le sol anglais et à s'installer au Royaume-Uni après l'adoption du British Nationality Act de 1948. Ce mouvement fut suivi par des écrivains tels que George Lamming et Edward Kamau Brathwaite, originaires de l'île de Barbade, Samuel Selvon et C. L. R. James de Trinité-et-Tobago, les jamaïcains Andrew Salkey et Sylvia Wynter, et les écrivains guyanienne Wilson Harris et Jan Carew. Ces écrivains voyaient Londres comme le centre de la scène littéraire britannique, et profitèrent de l'émission radiophonique Caribbean voices sur la BBC pour se faire connaître et se faire éditer. En choisissant de s'installer au Royaume-Uni, ces écrivains permirent pour la première fois à la littérature caribéenne d'accéder à un statut international, et assirent la littérature caribéenne de manière importante dans la littérature anglaise.
Les sujets abordés par cette littérature furent au début les difficultés rencontrées par ces nouveaux immigrés en Grande-Bretagne. Cette question est notamment abordée dans un roman de 1954 de George Lamming, The Emigrants, dans lequel il retrace le quotidien d'immigrants originaire de l'île de Barbade et leurs difficultés à s'intégrer dans la vie britannique. Dans le milieu des années 1980, une nouvelle vague littéraire et poétique plus radicale émergea à propos de l'expérience des Afro-Caribéens au Royaume-Uni, favorisée par l'apparition de nouvelles maison d'édition telles que Akira, Karia, Dangaroo, et Karnak House.
En 1984, le poète Fred D'Aguiar remporta le prestigieux prix de poésie T.S. Eliot, et également en 1994 le prix Whitbread du premier roman pour son œuvre The Longest Memory. Les rimes, vers et textes socio-politiques de Linton Kwesi Johnson, sur des rythmes de dub, en firent le lauréat de la poésie non officiel de la communauté afro-caribéenne britannique. Un autre poète dub, Benjamin Zephaniah, né à Birmingham de parent jamaïcain, après avoir surmonté un séjour en prison, devint un écrivain reconnu et une personnalité publique au Royaume-Uni. En 2003, il déclina l'Ordre de l'Empire britannique, déclarant à ce propos qu'il lui rappelait les « milliers d'années de brutalité », et « la façon dont nos mères furent violées et nos ancêtres furent brutalisés ».
En 2004, le roman Small Island de Andrea Levy remporta le prix Orange de fiction, l'un des prix littéraires les plus prestigieux de Grande-Bretagne. L'exploit fut réitéré en 2006 avec le roman On Beauty de Zadie Smith. Adrea Levy, née à Londres de parents jamaïcains, est l'auteur de quatre romans, chacun explorant - de manières différentes - les problèmes vécus par les enfants noirs nés en Angleterre de parent jamaïcains immigrés. Le premier succès littéraire de Zadie Smith, Sourires de loup (White Teeth, prix Guardian et Whitebread du premier roman), est un portrait du Londres multiculturel contemporain vu par une femme de père anglais et de mère jamaïcaine. Le Royaume-Uni regorge dans une moindre mesure d'une littérature de genre afro-caribéenne, dont l'un des exemples les plus populaires est vraisemblablement « Yardie », un polar de Victor Headley publié en 1992 sur un trafiquant jamaïcain qui livre de la cocaïne de Jamaïque à Londres. Le roman a été édité par Steve Pape et Dotun Adebayo aux éditions Xpress.

## Afro-caribéens dans le sport britannique

### Athlétisme
Les premières médailles olympiques en sprint furent obtenues par Harry Edward, britannique d'origine guyanienne, aux Jeux olympiques d'été de 1920 à Anvers. Des années après, le sprinter Linford Christie, né à Saint Andrew en Jamaïque, remporta 23 médailles en championnat, plus que n'importe quel athlète britannique jusqu'à ce jour. Le point culminant de la carrière de Christie fut probablement sa médaille d'or à la compétition du 100 mètres aux Jeux olympiques de Barcelone en 1992. Le gallois d'origine jamaïcaine Colin Jackson est l'un des meilleurs coureurs de 110 m haies de l'histoire. Il a gagné 2 titres mondiaux et 4 titres européens, obtenant également de nombreux accessits, et est resté détenteur du record du monde pendant onze ans avec un temps établi en 12,91 en 1993 à Stuttgart.
Tessa Sanderson, née de parents jamaïcains, devint la première britannique afro-caribéenne des Indes occidentales remporter une médaille d'or olympique à l'épreuve du javelot aux Jeux olympiques de Los Angeles de 1984. Denise Lewis, d'origine jamaïcaine, remporta la médaille d'or à l'heptathlon aux Jeux olympiques de Sydney de 2000, une épreuve dans laquelle treize des dix-huit athlètes en lice avaient des origines jamaïcaines. Quatre années plus tard aux Jeux olympiques d'Athènes, Kelly Holmes, fille d'un mécanicien jamaïcain, réussit l'exploit de remporter l'or dans les deux épreuves du 800 et du 1500 mètres. Lors des mêmes jeux, l'équipe britannique du 4 × 100 mètres, composée de Marlon Devonish, Darren Campbell, Mark Lewis-Francis et Jason Gardener, tous d'origine jamaïcaine, battirent l'équipe favorite américaine et remportèrent l'or olympique.

### Cricket

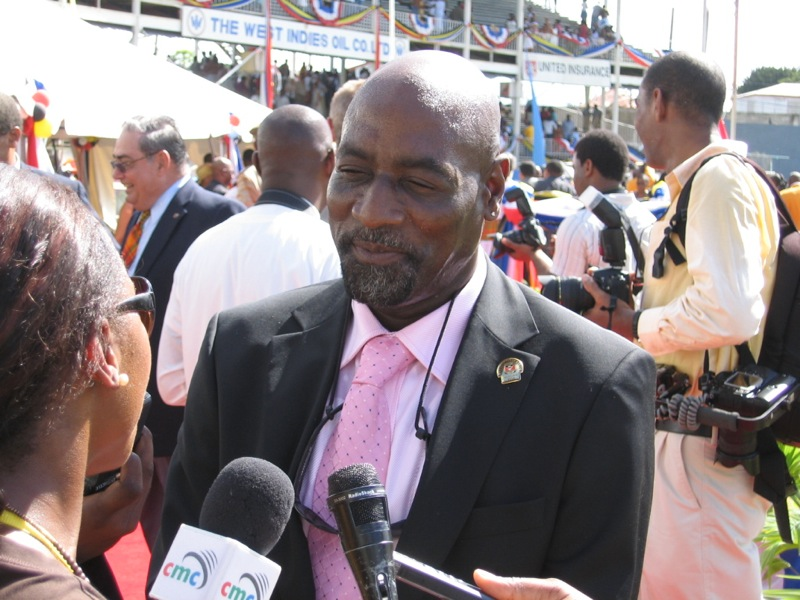
Vivian Richards.

Avec ses stars noires et asiatiques, le cricket au Royaume-Uni est bien plus représentatif de la société multiraciale britannique que peuvent l'être le football ou le rugby. Le cricket fut dans les Antilles britanniques ainsi qu'au Royaume-Uni un sport extrêmement pratiqué par les Afro-Caribéens, bien que celui-ci perde en popularité depuis les années 1980. Après la période d'immigration massive d'afro-caribéens en Angleterre, les rencontres sportives avec la sélection de l'Équipe des Indes occidentales de cricket constituèrent la marque de l'affirmation culturelle afro-caribéenne dans le sport britannique, ceci étant particulièrement visible lors des matchs au stade The Oval dans le sud de Londres.
De nombreux joueurs de l'équipe de cricket des Indes occidentales sont devenus des figures incontournables de la discipline en première-classe, dont les joueurs Garfield Sobers, Vivian Richards et Michael Holding. Les joueurs de cricket d'origine caribéenne ont aussi eu un réel impact sur le jeu en lui-même. Dans les années 1980 et 1990, des joueurs tels que Gladstone Small (né à la Barbade), Devon Malcolm (né en Jamaïque) et Phillip DeFreitas (né en Dominique) représentèrent l'Angleterre à l'international, apportant des résultats significatifs à l'équipe.